# Vizy Zsigmond
Vizy Zsigmond (Budapest, 1947. június 19. –) légi fényképész, az ARGOS és a Vízügyi Múzeum munkatársa.
A gimnáziumi érettségi után 1970-ben megszerezte a fényképész szakmunkás bizonyítványt és az elkövetkező években különböző szakterületeken folytatta fényképész tevékenységét. Többek között a Fényképész Szövetkezetnek és a Budapesti Városépítési Tervező Vállalatnak dolgozott. 1974 tavaszától került a Vízügyhöz, ahol az ágazat különböző háttérintézményeinél dolgozott egészen nyugdíjazásáig. Az első ezek közül a VÍZDOK, ahol munkáját műszaki fényképezéssel kezdte.
1975-ben a VÍZDOK-on belül megalakult a Vízügyi Fotó-és Filmstúdió /a későbbi ARGOSZ/ - Ditzendy Arisztid vezetésével. Ez hatalmas előrelépés volt a vízügyi fényképezés történetében, hiszen ebben az időben vált szervezetté a vízügyi légifényképezés, rutinná vált a közel-merőleges felvételek készítése, a repülőgép aljába beépített többkamerás felvételezés és a multispektrális fotózás. A nagy előrelépés annak is köszönhető, hogy ezeket a felvételeket motoros Hasselblad fényképezőgépekkel készítették.
A felvételek ebben az időben többnyire az Országos Vízügyi Hivatal, a Vízügyi Tudományos Kutatóintézet /VITUKI/, és vízügyi igazgatóságok szakmai megrendelései alapján készültek.
A fényképezések témája ekkoriban rendszerint vizeink állapot felmérése, a nagy medrű folyóink szabályozása, szennyezettségének vizsgálata (olaj), valamint a Hévízi tó, a Balaton, azon belül a keszthelyi öböl eliszaposodása volt. Vizy Zsigmond a függőleges kameratengelyű felmérések mellett a ferde tengelyű (perspektivikus) fényképezést is folyamatosan végezte, leginkább vízügyi műtárgyakról, és az árvizekről készített felvételeket.
1986-ban elhagyta az ARGOSZ stúdiót, és az ágazaton belül a Vízügyi Múzeum munkatársa lett, ahol a továbbiakban nem csupán a Múzeum, hanem az egész ágazat eseményeit dokumentálta, video-életút interjúkat készített. 2012. november 15-étől nyugállományba vonult.
2016-ban a repülés és a légi fényképezés szakterületén végzett munkájáért a Légi Térképészeti és Távérzékelési Egyesület egy emlékéremmel tüntette ki.